# Isle-sur-Marne
Isle-sur-Marne is een gemeente in het Franse departement Marne (regio Grand Est) en telt 112 inwoners (2009). De plaats maakt deel uit van het arrondissement Vitry-le-François.

## Geografie
De oppervlakte van Isle-sur-Marne bedraagt 5,5 km², de bevolkingsdichtheid is dus 20,4 inwoners per km².
De onderstaande kaart toont de ligging van Isle-sur-Marne met de belangrijkste infrastructuur en aangrenzende gemeenten.

## Demografie
Onderstaande figuur toont het verloop van het inwonertal (bron: INSEE-tellingen).